# Sânmihaiu de Câmpie
Sânmihaiu de Câmpie (en hongrois : Mezőszentmihály) est une commune du județ de Bistrița-Năsăud en Transylvanie (Roumanie).